# Ладислаус Освалд фон Тоеринг
Ладислаус Освалд фон Тоеринг (на немски: Ladislaus von Toerring; * 20 юли 1566 в Щайн ан дер Траун (част от Траунройт); † 12 декември 1638) от старата благородническа фамилия Тьоринг цум Щайн в Горна Бавария е фрайхер/граф на Тьоринг, господар на Тенглинг, Щайн (част от Траунройт) в Бавария и Пертенщайн (част от град Траунройт) в Горна Бавария.
Той е син на фрайхер Адам фон Тьоринг цум Щайн (* 19 януари 1523; † 18 декември 1580 в Залцбург, пада от кон) и съпругата му Барбара фон Грайфензее (* ок. 1534; † 8 февруари 1632 в Пертенщайн), дъщеря на Георг фон Грайфензее и Барбара Куен фон Белази. Внук е на Каспар III фон Тьоринг, цу Щайн, Пертенщайн (1486 – 1560) и Маргарета фон Тьоринг († 1553/1554). Роднина е на Алберт фон Тьоринг-Щайн (1578 – 1649), епископ на Регенсбург (1613 – 1649).
Ладислаус Освалд фон Тоеринг е администратор на католическия баварски курфюрст Максимилиан I и на 21 октомври 1630 г. получава титлата граф на Свещената Римска империя по време на Курфюрсткото събрание в Регенсбург. Дворецът Шайн ан дер Траун е продаден през 1633 на графовете Фугер фон Кирхберг.
Той умира на 72 години на 12 декември 1638 г и е погребан в манастир Баумбург в Траунщайн, Бавария.

## Фамилия
Ладислаус Освалд фон Тоеринг се жени на 25 ноември 1590 г. в Аугсбург за Катарина Фугер фон Кирхберг-Вайсенхорн (* 9 октомври 1575; † 9 май 1607), дъщеря на търговеца Якоб III Фугер (1542 – 1598) и Анна Мария Илзунг фон Тратцберг (1549 – 1601). Те имат осем деца:
- Рената фон Тьоринг (* 18 ноември 1591; † 1592)
- Мария Катарина фон Тьоринг (* 24 септември 1592; † 22 юни 1593)
- Анна Рената фон Тьоринг (* 1594; † 5 юни 1628)
- Елизабет фон Тьоринг (* 3 август 1595, Пертенщайн; † 1676), омъжена на 9 февруари 1620 г. за фрайхер Карл Куен фон Белази
- Волф Дитрих фон Тьоринг-Щайн (* 3 януари 1598; † 6 декември 1674, погребан в Шайерн), женен I. на 16 юли 1627 г. в Щайн за фрайин Маргарета фон Танберг († 5 юли 1646, Ауролцмюнстер), II. на 7 януари 1648 г. в Ойернбах за фрайин Мария Елизабет фон Гумпенберг (* 10 май 1594; † 15 март 1662, Ойернбах), III. на 2 ноември 1666 г. за фрайин Мария Магдалена фон Вайкс († 13 февруари 1670)
- Кристоф фон Тьоринг (*/† 31 октомври 1602)
- Катарина Мария фон Тьоринг (* 4 август 1604; † 14 август 1641, Хайденбург), омъжена на 27 април 1625 г. в Хайденбург за 	фрайхер Георг Еренрайх фон Клозен († 11 април 1647)
- Мария Барбара фон Тьоринг (* 20 октомври 1605; † 1606)

Ладислаус Освалд фон Тоеринг се жени втори пътна 13 май 1613 г. за фрайин Мария Катарина фон Гумпенберг († 25 март 1662), дъщеря на фрайхер Албрехт фон Гумпенберг и фрайин Анна Маргарета фон Прайзинг. Те имат осем деца:
- Адам Лоренц фон Тьоринг-Щайн (* 10 август 1614, Щайн; † 26 август 1666, Пертенщайн), епископ на Регенсбург (1663 – 1666)
- Кристоф Албрехт фон Тьоринг (* 15 ноември 1615; † ок. 21 февруари 1616/28 февруари 1616)
- Йохан Албрехт фон Тьоринг (* 28 юли 1617; † 18 февруари 1692, Франкфурт ам Майн)
- Барбара фон Тьоринг (* 17 март 1619, Щайн; † 13 октомври 1659, Нойен-Лемпах), омъжена на 21 ноември 1640 г. за граф Максимилиан Куен фон Белази, граф на Лихтенберг, фрайхер на Нойен-Лемпах (1608 – 1647/1659)
- Йохан Ернст фон Тьоринг (* 9 март 1620; † ок. 6 юли/13 юли 1620)
- Йоахим Албек фон Тьоринг (* 11 август 1621; † 14 февруари 1674 в Пертенщайн), женен ок. 30 май 1659 г. в Залцбург за фрайин Франциска Клара фон Ламберг († пр. 31 октомври 1709)
- Хайнрих Еренфрид фон Тьоринг (* 8 май 16231; † ок. 25 септември/2 октомври 1623)
- Еренфрид фон Тьоринг (* 19 април 1630; † ок. 30 август/6 септември 1630)